# Wapen van Weerselo

Het wapen van Weerselo per 1898

Het wapen van Weerselo per 1953

De Overijsselse gemeente Weerselo heeft in haar bestaan twee gemeentewapens gehad. Het eerste wapen van Weerselo werd op 1 november 1898 per Koninklijk Besluit door de Hoge Raad van Adel toegekend. Het tweede werd per 3 september 1953 toegekend. Vanaf 2001 is dit wapen niet langer als gemeentewapen in gebruik omdat de gemeente Weerselo opging in de gemeente Denekamp. 

## Blazoenering
De blazoenering van het eerste wapen per 1 november 1898 luidt als volgt:
Gedeeld; a in azuur een kruis van goud; in het eerste kwartier een ten halven lijve uit de rechterkruisarm opkomende omgewende bisschop met aangezicht en handen van natuurlijke kleur, mijter en gewaad van goud en zilver en een kromstaf van goud; b in keel drie burchten van zilver, gevoegd, verlicht en alle met 1 poort, alles van sabel.
De blazoenering van het tweede wapen per 3 september 1953 luidt als volgt:
Gedeeld; a in azuur een kruis van goud; in het eerste kwartier een ten halve uit de rechterkruisarm opkomende omgewende bisschop met aangezicht en handen van natuurlijke kleur, mijter en gewaad van goud en zilver en een kromstaf van goud; b in keel drie gekanteelde burchten van zilver, gevoegd, verlicht en gesloten van sabel. Het schild gedekt met een gouden kroon van 3 bladeren en 2 paarlen.
In de heraldiek wordt het wapen beschreven van achter het schild, waardoor links en rechts voor de toeschouwer verwisseld zijn.

## Verklaring

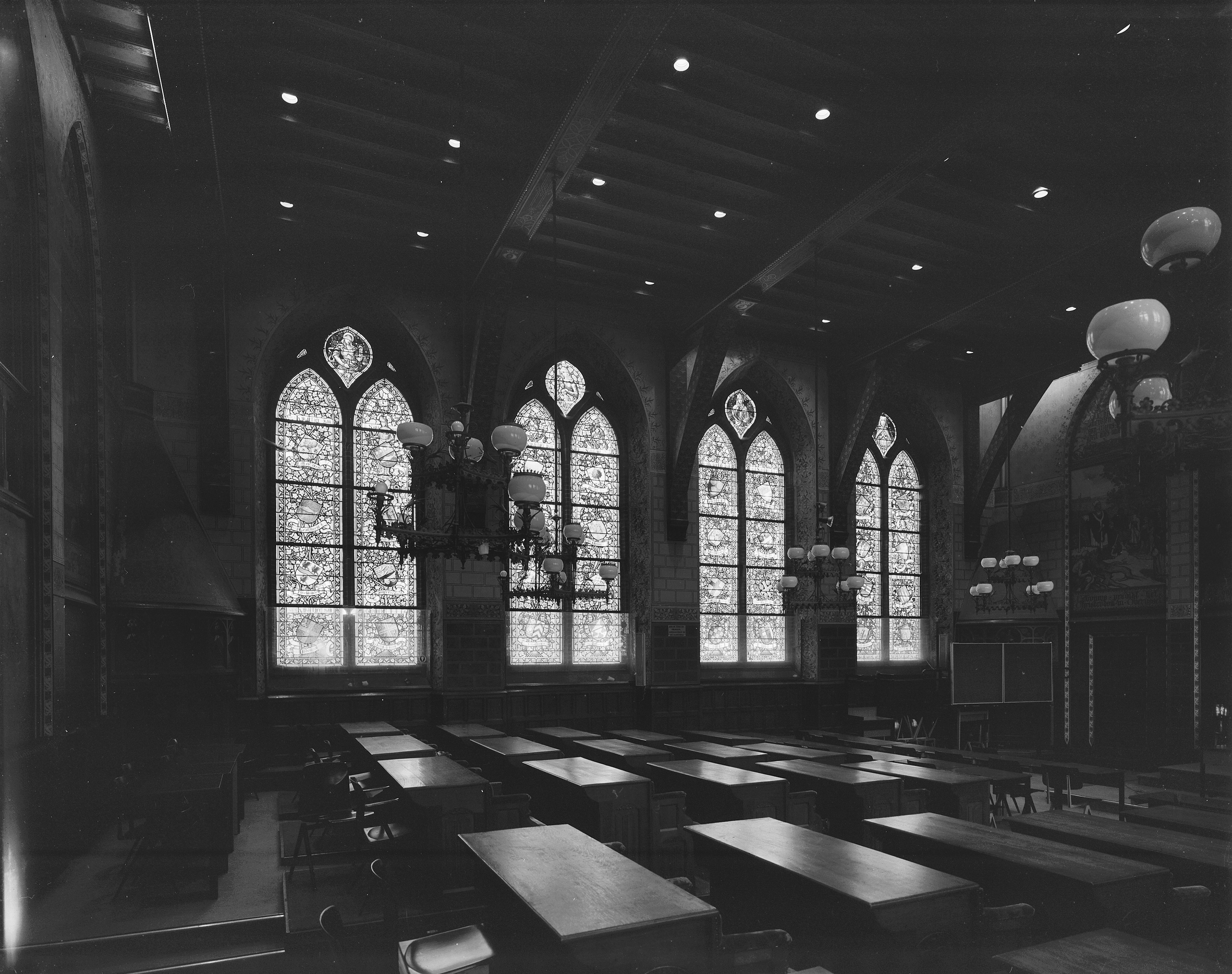
De glas in loodramen in het voormalige provinciehuis in Zwolle

De bouw van een nieuwe vergaderzaal voor de Staten van Overijssel eind 19e eeuw, waarin wapens van gemeenten opgenomen zouden worden in de ramen, leidde tot een aanvraag van een eigen wapen. Het rechterdeel is afkomstig van het wapen van Oldenzaal, waarvan Weerselo tot 1811 deel uitmaakte. Op het linkerdeel is een symbool voor de Hunenborg opgenomen. Het tweede wapen is een voortzetting van het eerste wapen, vermeerderd met een kroon naar aanleiding van het 800-jarig bestaan van de Benedictijner abdij.

## Verwante wapens

Wapen van Oldenzaal